# Вигюр
Вигюр (исл. Vigur, исландское произношение: [ˈvɪːɣʏr̥] (слушать)о файле; дословно — «копьё») — небольшой остров в заливе Исафьярдардьюп на севере Исландии (община Судавикюрхреппюр в регионе Вестфирдир). Остров известен своими большими колониями морских птиц, особенно атлантических тупиков и традиционным сбором гагачьего пуха.

## Этимология
По мнению авторов исландского многотомного энциклопедического издания «Landið þitt Ísland», своё название остров получил из-за своеобразной формы в виде наконечника копья. В то же время некоторые из потомков фермеров, несколько столетий обитавших на Вигюре, считают, что остров назван в честь одного из их предков—первопоселенцев, который имел имя или прозвище Вигюр. 

## География
Остров находится примерно в 2 км от берега в общем устье Хест-фьорда и Скётю-фьорда во фьордовом комплексе Исафьярдардьюп, между мысами Тьяльдтаунги и Эгюрнес. Длина острова в направлении с севера на юг около 2 километров, а наибольшая ширина — 400 метров; площадь составляет около 0,6 км², а высота над уровнем моря не превышает 60 метров (скала Борг высотой 60 м). Вигюр является вторым по площади островом на Западных фьордах, после Айдей.
На Вигюре находится одна из крупнейших исландских колоний атлантических тупиков, а также колония редких для Исландии чистиков. На острове гнездится большое количество полярных крачек, гаг и других арктических морских птиц.

## Характеристика
Впервые Вигюр упоминается в датируемом 1194 годом стихотворном отрывке. Этот стих приводится в рукописи середины XVII века «Kvæðabók úr Vigur» (рус. Книга стихов из Вигюра), которая ранее была в собрании Магнуса Йоунссона (1637-1702) — образованного и богатого землевладельца, жившего на Вигюре и увлекавшегося коллекционированием исландских рукописей.
В средние века на острове было несколько ферм, которые считались очень богатыми из-за наличия источников вторичного дохода – добычи тюленей, сбору птичьих яиц и гагачьего пуха. С начала XIX века на Вигуре сохранилась всего одна фермерская усадьба, которая находилась в ведении одной и той же семьи вплоть до 2019 года, когда остров был продан британской исследовательнице, писателю и климатологу Фелисити Астон, которая в 2012 году стала первым человеком, пересёкшим Антарктиду в одиночку и без посторонней помощи. 
Здесь сохранились одни из самых старых зданий в стране, которые внесены в список памятников архитектуры и являются частью охраняемой коллекции Национального музея Исландии. Двухэтажное здание Viktoriuhús, построенное в 1860 году, является одним из старейших деревянных зданий Исландии, а ветряная мельница 1840 года (действовала до 1917), является единственной сохранившаяся в стране и, возможно, самой северной ветряной мельницей в мире. Старейшее мореходное судно Исландии — построен около 1800 года восьмивёсельный бот Vigur-Breiður, также находится на острове Вигюр в хорошем состоянии и пригодна для плавания (до 2000 года использовался для перевозки овец на остров и обратно).
Регулярное сообщение Вигюра с Исландией обеспечивается скоростным пассажирским катером, который курсирует из Исафьордюра.

## Гагачий промысел
На Вигюре традиционный промысел по сбору и обработке пуха обыкновенной гаги. Эта птица хоть и не является домашней, однако склонность к постоянным гнездовым участкам и спокойное отношение к присутствию человека сделали процесс сбора пуха на острове относительно несложной операцией. Ежегодно на Вигюре гнездится около 3500 пар гаг, выкладывающих  свои гнезда обильным слоем серого пуха, который самка выщипывает из нижней части груди и брюшка. Фермер собирает пух после окончания периода гнездования, когда выводки покидают гнёзда. Гагачий пух сушится, сортируется и очищается вручную.

## Галерея

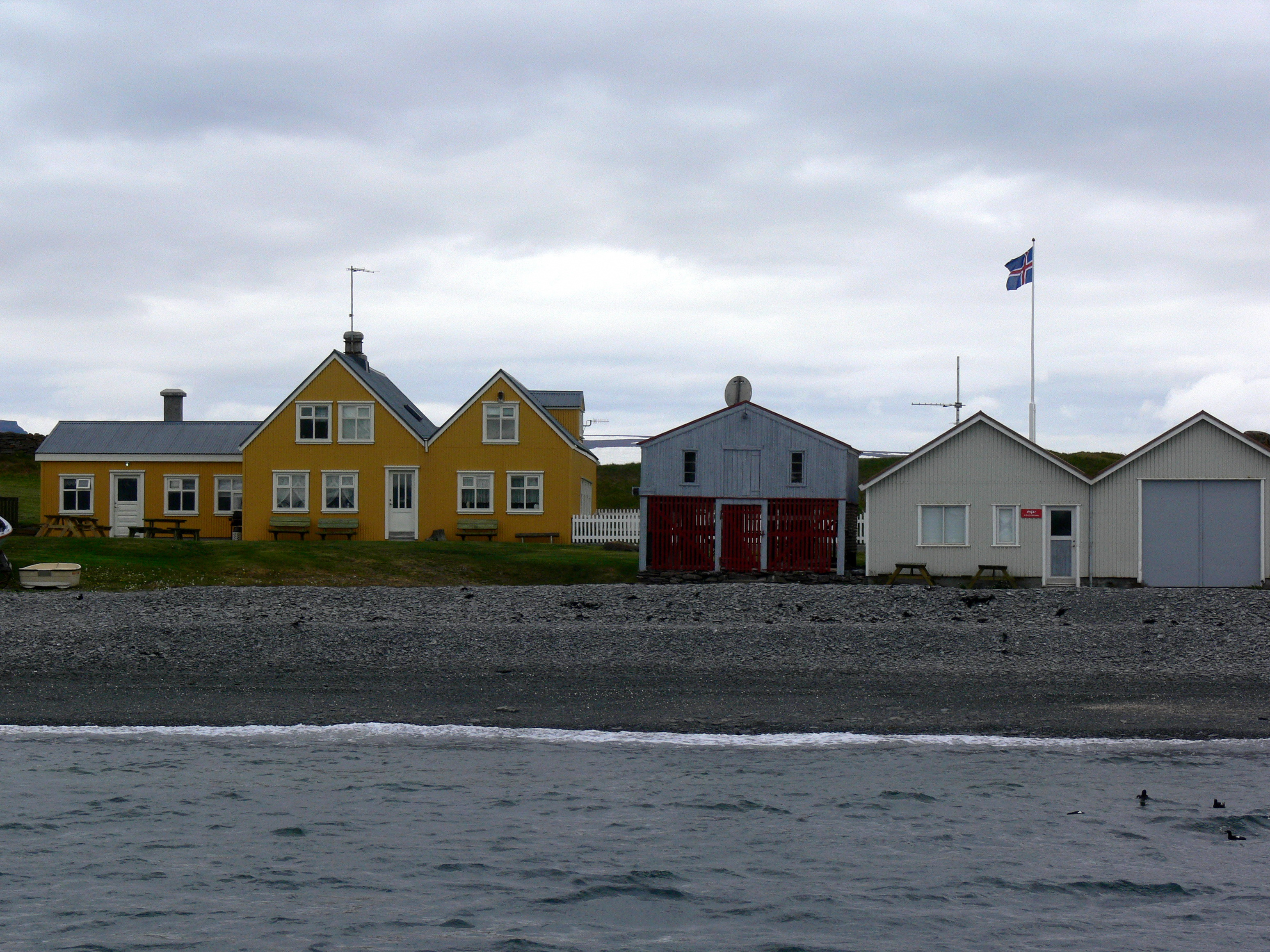
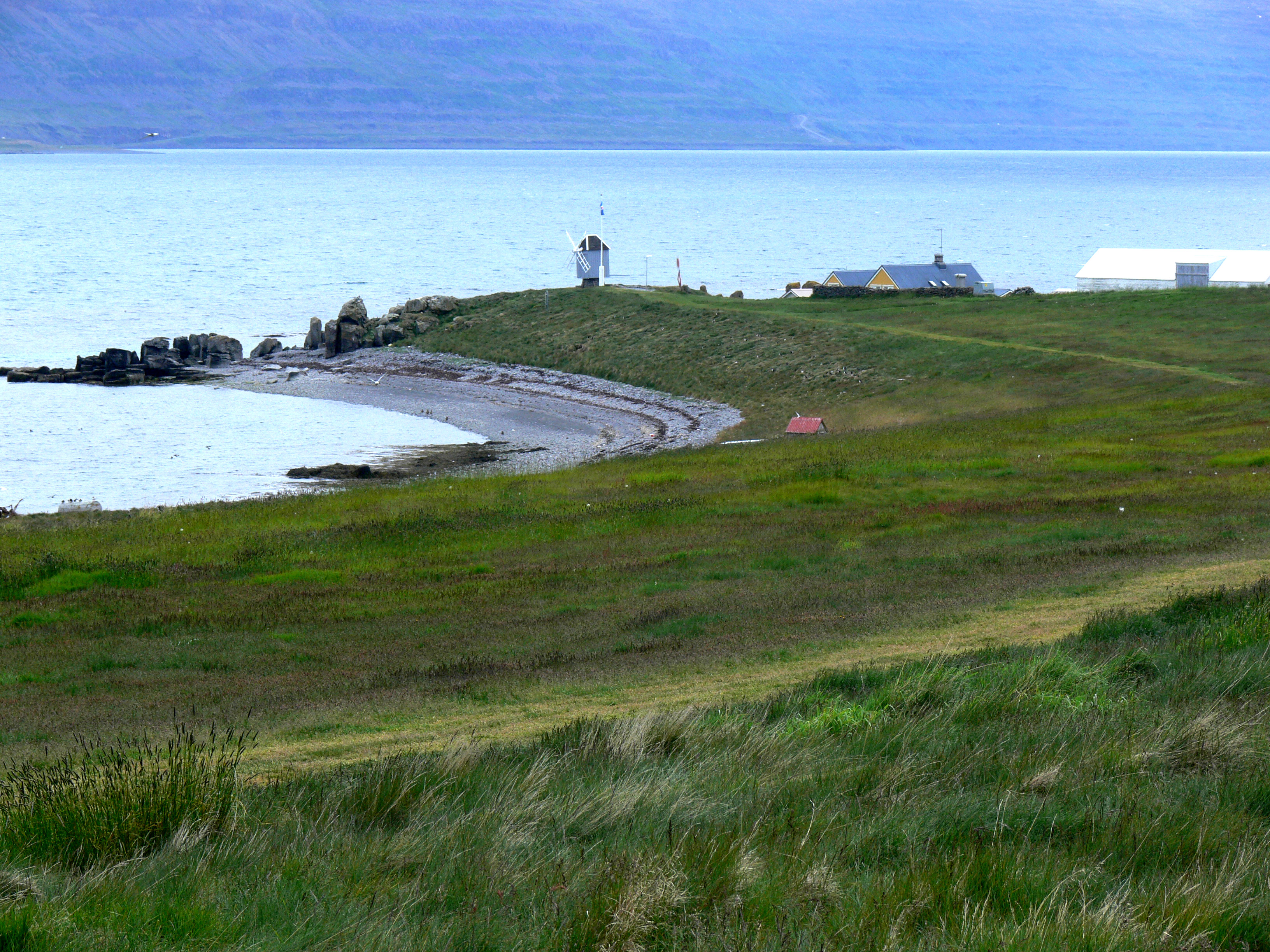
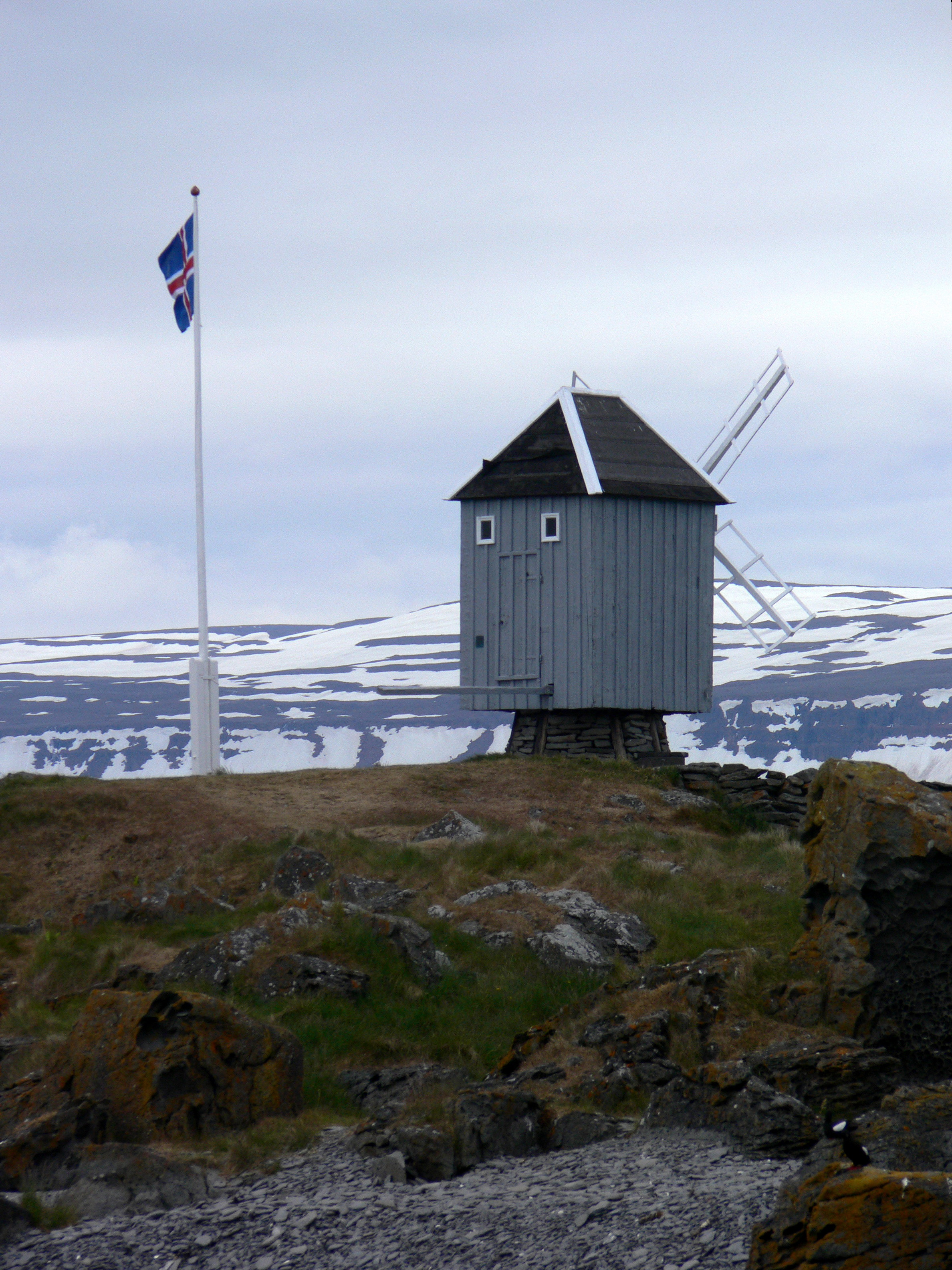
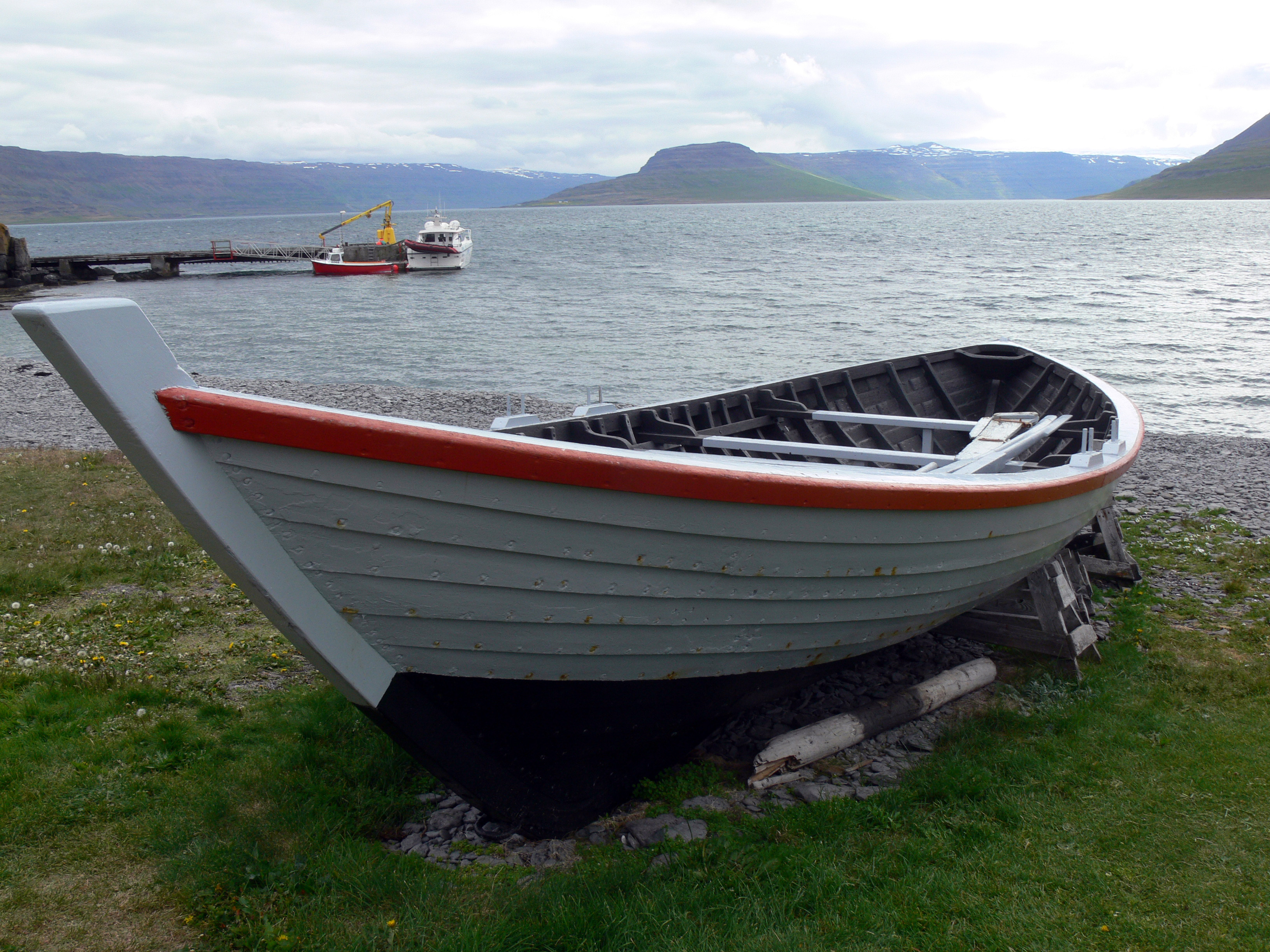
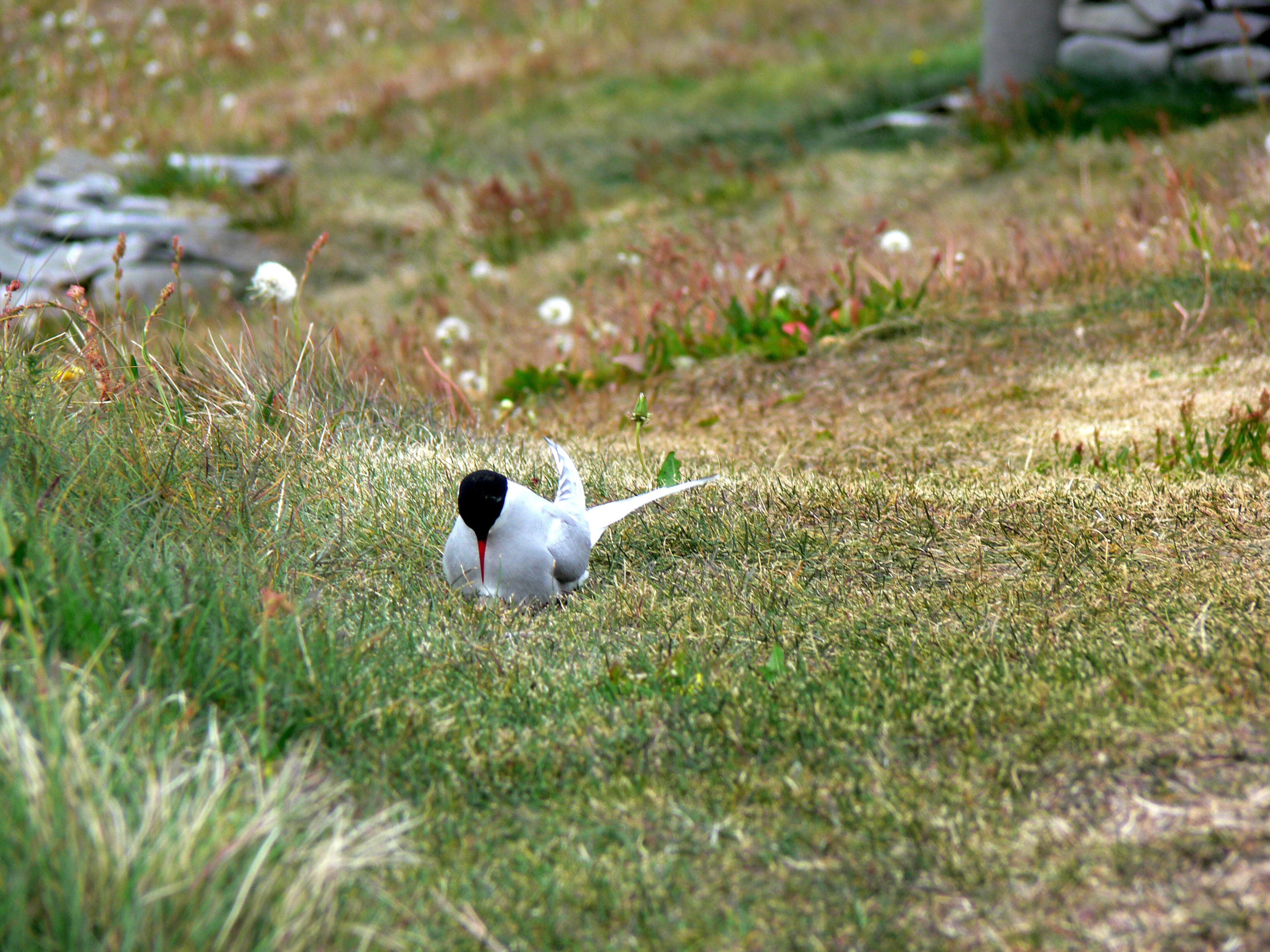
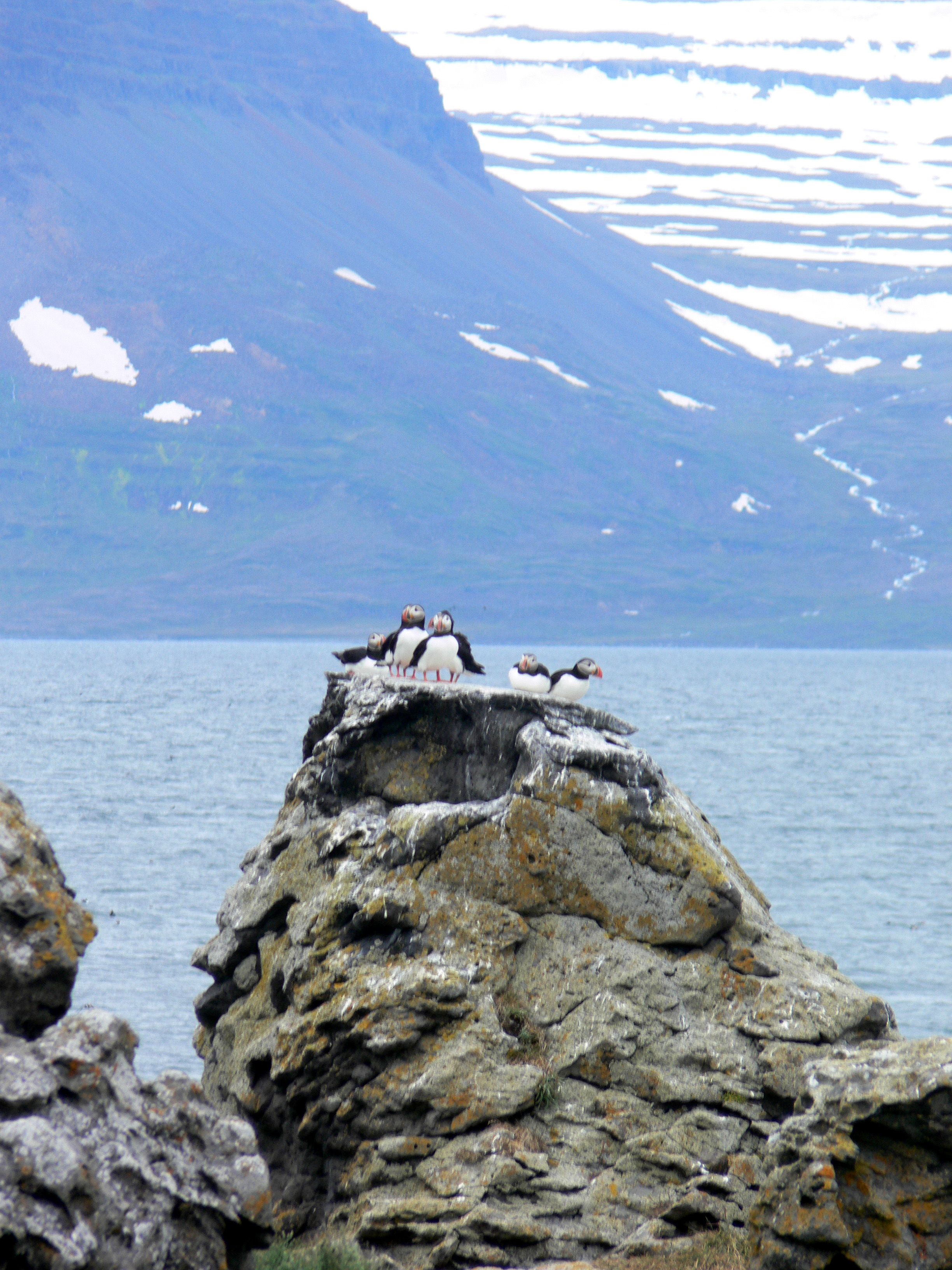
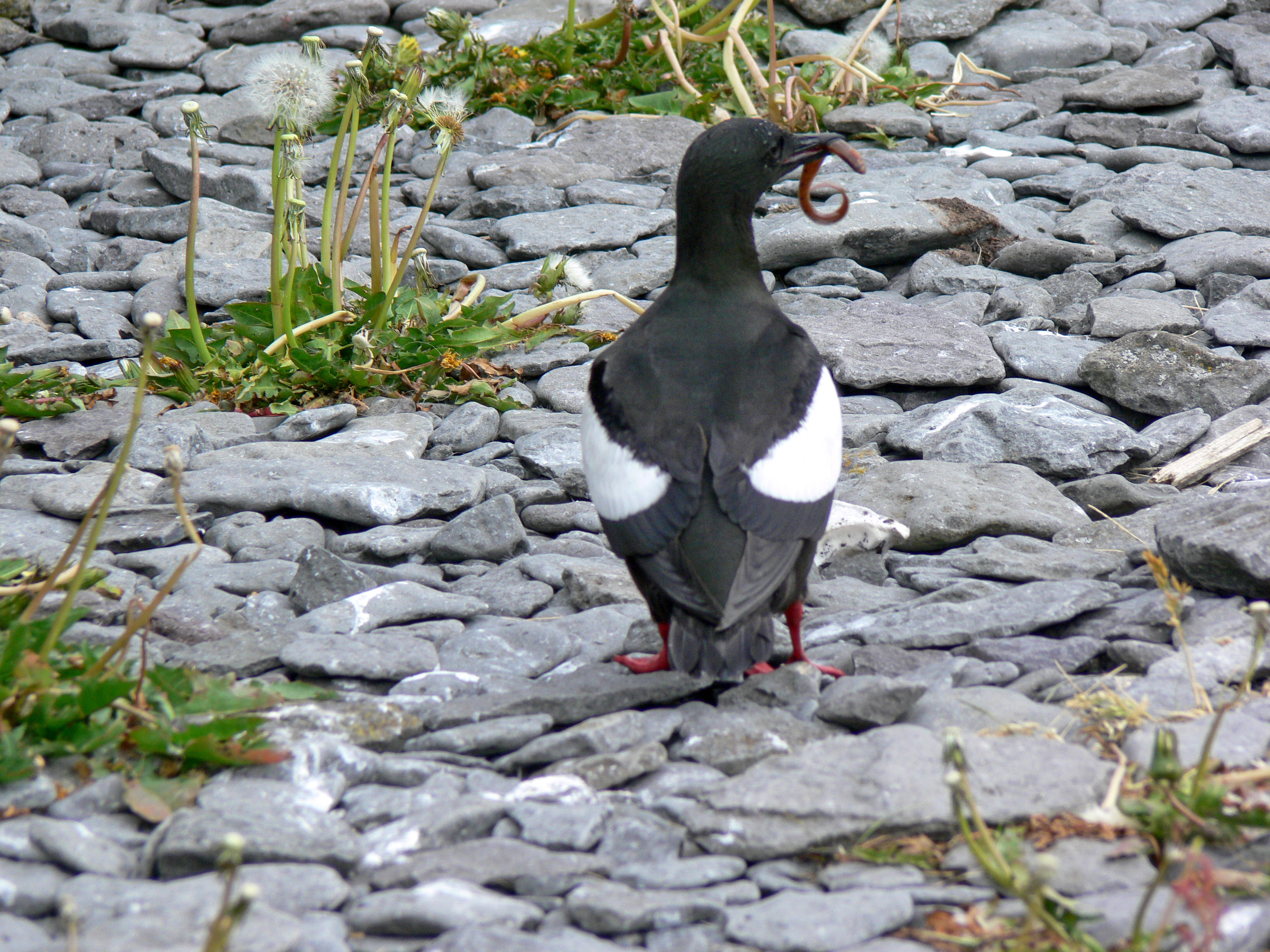
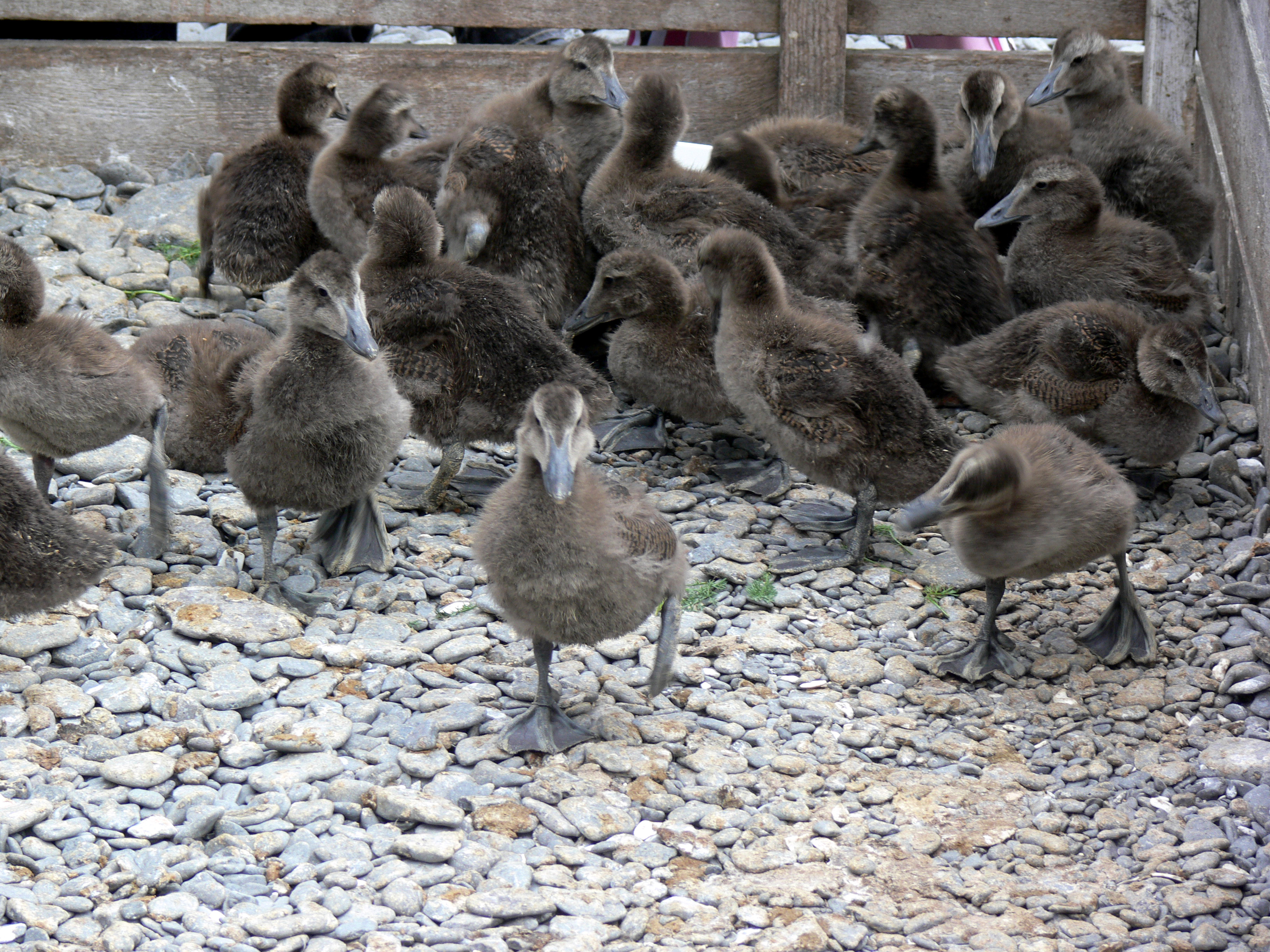